# 游叙弗伦困境
游叙弗伦困境（英語：Euthyphro Dilemma）源自柏拉图的《游叙弗伦篇》，其中苏格拉底与尤西弗罗的对话，可简述如下：
1. 好的事物之所以好是由于上帝指定它们为好；
2. 上帝规定某些事物为好的是由于那些事物本身就是好的。

上述两个说法只能取其一。
- 如果取1，那么好的事物也可以是坏的，只要上帝如此指定他是好的即可。
- 如果取2，那么上帝并未创造这件好的事物。

这个十分有争议的理论由苏格拉底首先发现。